# 长尾浮蚕
长尾浮蚕（学名：Tomopteris apsteini）为浮蚕科浮蚕属的动物。分布于日本海、地中海、东大西洋、太平洋，包括东海、南海等海域，属于热带和亚热带上层暖水种。